# 天山蒲公英
天山蒲公英（学名：Taraxacum tianschanicum）是菊科蒲公英属的植物。

## 外形特点
根颈部没有或有残存叶基，有少量褐色皱曲毛或几乎无毛。叶长椭圆形或倒披针形，长大约5-25厘米，宽大约1.5-4.5厘米，羽状浅裂，花葶常显紫红色，高可达10-35厘米，较粗。

## 生长地点
新疆，生于海拔900-2500处，也见于平原地区的农田、水旁。